# 連邦軍出動指揮司令部
連邦軍出動指揮司令部（れんぽうぐんしゅつどうしきしれいぶ、ドイツ語：Einsatzführungskommando der Bundeswehr、略称：EinsFüKdoBw）は、戦力基盤軍に存在する軍団級指揮機関の一つ。2001年に設立され、ドイツ連邦国防省の下にあってドイツ連邦軍の国外作戦全般の計画・指揮を執る。司令部施設をポツダム市ゲルトウのヘニング・フォン・トレスコウ兵営に置いている。
ここでの「計画」という用語については、所要の作戦に必要な戦力と資器材その他を上層部との間で調整することにある。「指揮」という用語については、計画に基づく人員と資器材について全般的に責任を負うことを言う。司令官には陸・空軍または海軍中将が充てられる。

## 設置
ゲルトウに所在した第4軍団の解隊後、同地にあった司令部施設と人員を引き継いで設立される。司令部は国外で生起している諸紛争への軍事作戦について、国外に派遣されている全ドイツ連邦軍部隊に対して責任を負う。これに基づきポツダム＝ゲルトウの司令部施設から常時、指揮を実行する。

## 任務
連邦軍出動指揮司令部はドイツ連邦軍を構成している陸軍、海軍、空軍、戦力基盤軍、救護業務軍ならびに行政部門の指揮系統の上位に位置している。
一方、軍事的危機管理活動に供する軍隊のために欧州連合主体の戦略本部（作戦司令部、Operation Headquarters、OHQ）をゲルトウの施設に設定している。これは欧州連合の歴史上初の軍事作戦である2006年7月から11月まで実施された欧州連合部隊コンゴ民主共和国作戦（Operation EUFOR RD Congo）の議会および選挙の保護活動で実働された。2009年以降、司令部機能はウルムに所在している。
連邦政府による連邦軍に対する国家指揮構造は次の三段階に分けられる。戦略級指揮、作戦級指揮、戦術級指揮である。この指揮構造の最上位は通常、民主主義の構造に基づき連邦国防大臣が指揮権を持ち、連邦軍総監が従属している。作戦級指揮は出動指揮司令部と連接している。軍の作戦級指揮に対する文民統制の目標は変革され、指揮と指導権限は本司令部に移管される。戦術級指揮については、通常は各種出動部隊の司令部や本部が担当するが、多国籍体制での活動に即して欧州連合と北大西洋条約機構および国際連合による各種運用に対応している。

## 国外任務の実績
以下は、終了済みと現在進行中を含んでいる。
終了済み
- マケドニア
  - フォックス任務部隊（TFF） - 2001年から2002年12月16日
  - アライド・ハーモニー作戦（OAH） - 2002年12月16日から2003年3月31日
  - コンコルディア作戦（OC） - 2003年3月31日から2003年12月15日。欧州連合による保護任務と欧州安全保障協力機構による監視任務。
- クウェート
  - 不朽の自由作戦（OEF） - 2002年2月10日から2003年6月2日。核生物化学兵器による攻撃、軍事攻撃ならびにテロ攻撃に対して、配備された連合軍およびクウェート住民の防護のため将兵250人を派遣。
- コンゴ民主共和国
  - 欧州連合部隊コンゴ民主共和国派遣（EUFOR RD Congo） - 2006年6月から2006年11月30日 、コンゴ民主共和国における選挙保護活動。
- グルジア
  - 国際連合グルジア監視団（UNOMIG） - 1993年8月から2009年6月15日まで国連任務、1994年5月14日から停戦合意に基づくグルジアとアブハジア政府の監視、CIS平和維持軍の活動。

現在進行中
- 欧州連合部隊（EUFOR/旧IFORおよび旧SFOR） - ボスニア・ヘルツェゴビナでの各種任務、欧州連合部隊によるアルテア作戦。
- コソボ治安維持部隊（KFOR） - コソボにおける保護任務。
- 不朽の自由作戦海洋任務（OEF Marine） - アフリカの角における不朽の自由作戦を通じてのシーレーン安全保障。
- 国際治安支援部隊（ISAF） - アフガニスタンでの国際平和維持軍。
- 国際連合エチオピア・エリトリア派遣団（UNMEE） - エチオピアとエリトリア間の国境紛争監視。
- 国際連合スーダン派遣団（UNMIS） - 南部スーダンでの平和活動。
- 国連アフガニスタン支援ミッション（UNAMA） - 国連によるアフガニスタン政府に対する法秩序体制の確立支援。
- 欧州連合安全保障分野改革・コンゴ民主共和国任務（EUSEC RD Congo） - コンゴ民主共和国治安部門の改革に係わる欧州連合による助言任務。
- 国際連合レバノン暫定駐留軍（UNIFIL） - レバノン沿岸の管理。

## 内部組織
司令部の内部組織は、多国籍司令部の形式にならっている。最高幹部は司令官、副司令官および幕僚長の三役で構成される。専門家の指揮の支援については、法的助言分野および報道関係の統制することである。各部はアルファベットと数字を合わせた略語が用いられる。これに用いられる「J」とは英語の「jointness（統合性）」からとられ、この原則に従い統合軍指揮を実行している。司令部には以下の10個の部が存在する。
- 第1部（J1） - 人事。
- 第2部（J2） - 通信。
- 第3・第5・第7部（J3/5/7） - 運用（第1から第4までの運用グループが2009年4月1日から機能する）。
- 第4部（J4） - 兵站。
- 第6部（J6） - 指揮支援。
- 第8部（J8） - 管理。
- 第9部（J9） - 軍民協力。
- 衛生部（JMED） - 衛生業務。

また、司令部編制に直轄部隊として司令部・通信大隊が隷属している。

## 歴代司令官
| 代 | 氏名                                                        | 着任          | 離任          |
| -- | ----------------------------------------------------------- | ------------- | ------------- |
| 1  | フリードリヒ・リーヒマン陸軍中将 de:Friedrich Riechmann     | 2001年7月1日  | 2004年9月1日  |
| 2  | ホルガー・カンマーホフ陸軍中将 de:Holger Kammerhoff         | 2004年9月1日  | 2006年3月16日 |
| 3  | カールハインツ・フィーアエック空軍中将 de:Karlheinz Viereck | 2006年3月16日 | 2009年4月1日  |
| 4  | ライナー・グラッツ陸軍中将 de:Rainer Glatz                  | 2009年4月1日  | 2013年4月23日 |
| 5  | ハンス＝ヴェルナー・フリッツ陸軍中将 de:Hans-Werner Fritz   | 2013年4月23日 | 2015年11月4日 |
| 6  | エーリヒ・プフェファー陸軍中将 de:Erich Pfeffer             | 2015年11月4日 | —             |